# Kévin Fortuné
Kevin Fortuné (Parigi, 6 agosto 1989) è un calciatore francese, di origine martinicane, attaccante o centrocampista dell'Arras.

## Caratteristiche tecniche
Nato come centravanti, viene adoperato anche come trequartista.

## Carriera

### Club
Cresciuto nelle giovanili del Digione fino all 2011, il giocatore passa tra varie squadre militanti nei vari campionati amatoriali e dilettantistici, tra cui il Luzenac, l’Albigeoise e il Martigues.
Nel 2014 il giocatore passa all'AS Béziers, club militante nello Championnat de France amateur (quarta divisione). Nella prima stagione Kevin mette a segno 10 reti in 29 presenze, guadagnandosi la promozione nella terza divisione. L’anno seguente mette a segno 17 reti in 30 presenze.
Il 13 luglio 2016 viene ufficializzato il passaggio del giocatore al Lens per 50.000€. Nella prima stagione mette a segno 8 reti in 36 presenze, anche se la sua unica doppietta viene siglata nel match di Coupe de la Ligue vinto 3-0 contro l’Ajaccio. Nella stagione seguente mette a segno 9 reti in 36 partite, segnando una doppietta in campionato (sconfitta per 4-2 contro il Brest) e un’altra in Coppa di Lega, nuovamente contro l’Ajaccio (questa volta battuto per 2-1). Nelle prime quattro partite della Ligue 2 2018-2019 con la maglia del Lens segna una rete, contro il Red Star.
Il 31 agosto 2018 firma con il Troyes. Conclude la stagione 2018-2019 con altri 11 gol in 31 partite con la maglia blu. Il 22 agosto 2019 viene acquistato dal Tractor Sazi, compagine della massima divisione iraniana, con cui realizza un gol in 10 presenze in campionato. Nel maggio 2020 fa ritorno in Francia, venendo acquistato dall'Auxerre.

### Nazionale
Nato a Parigi, il giocatore decide di schierarsi per la nazionale della Martinica, per via delle origini dei suoi genitori. Debutta con la nazionale martinicana il 13 ottobre 2018, in un match valido per le qualificazioni per la CONCACAF Nations League 2019-2020 vinto per 1-0 contro il Porto Rico. Ha partecipato alla CONCACAF Gold Cup 2019, alla CONCACAF Gold Cup 2021 ed alla CONCACAF Gold Cup 2023.